# Vitale De Stefano
Vitale Gioacchino De Stefano (Acireale, 4 maggio 1886 – Milano, 9 febbraio 1959) è stato un attore e regista italiano.

## Biografia
Figlio di Angela e di padre ignoto, inizialmente si dedicò al teatro. Molto giovane lasciò la Sicilia ed emigrò prima a Torino, dove si avvicinò al cinema e nel 1909 fu ingaggiato dalla Ambrosio Film, una delle prime case cinematografiche della città, e poi si stabilì per un breve periodo a Parigi, dove girò alcuni film.
Ritornato in patria, nel 1911 lavorò per altre due importanti case cinematografiche torinesi, la Itala Film e la Savoia Film, interpretando alcune pellicole, tra cui Triste fascino. Nel 1912 tornò alla Ambrosio, per la quale lavorò per interpretare ruoli principali nei film Il pellegrino, Parsifal, Sigfrido e Satana.
L'Itala Film lo richiamò per interpretare il ruolo di Massinissa nel film Cabiria del 1914. 
Durante la prima guerra mondiale fu richiamato sotto le armi e quindi costretto ad abbandonare il cinema, e al termine del conflitto riprese la sua attività a Milano, dove lavorò per la Proteus Film e la Rosa Film. 
Dal 1913 al 1916 e dal 1919 al 1921, girò un discreto numero di film da regista, tra i quali Agenzia Griffard, Colpa o mistero?,  e una serie di film ispirati ai romanzi di Emilio Salgari, del ciclo I corsari delle Antille. 
Unico film sonoro lo interpretò da attore, nel 1942 quando fece una breve apparizione in La pantera nera. 

## Filmografia parziale[1]

### Attore
- L'ostaggio, regia di Luigi Maggi (1909)
- Agnese Visconti, regia di Giovanni Pastrone (1910)
- Triste fascino, regia di Oreste Mentasti (1911)
- I ladri e l'avaro, regia di Gabriel Moreau (1911)
- Folle per amore, regia di Gabriel Moreau (1911)
- Una fiamma sul mare, regia di Gabriel Moreau (1911)
- La mala pianta, regia di Mario Caserini (1912)
- Il pellegrino, regia di Mario Caserini (1912)
- Il fischio della sirena, regia di Edoardo Bencivenga (1912)
- Il vitello pacificatore, regia di Gabriel Moreau (1912)
- La nave, regia di Edoardo Bencivenga (1912)
- La nave dei leoni, regia di Luigi Maggi (1912)
- Mio figlio!, regia di Gabriel Moreau (1912)
- Sigfrido, regia di Mario Caserini (1912)
- Parsifal, regia di Mario Caserini (1912)
- I mille, regia di Mario Caserini e Alberto Degli Abbati (1912)
- Satana, regia di Luigi Maggi (1912)
- Gli ultimi giorni di Pompei, regia di Mario Caserini ed Eleuterio Rodolfi (1913)
- Cabiria, regia di Giovanni Pastrone (1914)
- Il cadavere scomparso, regia di Telemaco Ruggeri (1916)
- La leggenda delle Dolomiti, regia di Guglielmo Zorzi (1923)
- La pantera nera, regia di Domenico Gambino (1942)

### Regista
- Agenzia Griffard (1913)
- Gli artigli di Griffard (1913)
- La piccola mamma (1914)
- Paolina (1915)
- Amor che tace (1916)
- Il dramma dell'ambizione (1916)
- Colpa o mistero? (1916)
- Il principe mascherato (1920)
- Il figlio del corsaro nero (1920)
- Il corsaro nero (1921)
- Jolanda, la figlia del Corsaro Nero (1921)
- Gli ultimi filibustieri (1921)
- La regina dei Caraibi (1921)
- Il Corsaro Rosso (1921)
- Il figlio del Corsaro Rosso (1921)